# كيرستن كلوزه
كيرستن كلوزه (بالألمانية: Kirsten Münchow)‏ (و. 1977  م) هي منافسة ألعاب القوى ألمانية، شاركت في الألعاب الأولمبية الصيفية 2000.

## جوائز
حصلت على جوائز منها:
- ورقة شجر الغار الفضية.

## روابط خارجية
- كيرستن كلوزه على موقع الاتحاد الدولي لألعاب القوى (الإنجليزية)
- كيرستن كلوزه على موقع الاتحاد الأوروبي لألعاب القوى (الإنجليزية)
- كيرستن كلوزه على موقع اللجنة الأولمبية الدولية (الإنجليزية)
- كيرستن كلوزه على موقع أوليمبيديا (الإنجليزية)